# Carmine Nigro
Carmine Domenico Nigro (* 2. Januar 1910; † 16. August 2001 in Peachtree City, Georgia) war ein US-amerikanischer Schachlehrer. Bekannt wurde er insbesondere als erster Lehrer von Bobby Fischer.

## Leben
Nigro wurde 1910 als zweiter von drei Söhnen geboren. Er wuchs in ärmlichen Verhältnissen auf und brach mit 14 Jahren die Schule ab, um sich seinen Lebensunterhalt zu verdienen. Parallel erlernte er das Spiel des Saxophons und der Klarinette und begann das Kartenspielen. Nach einer Zeit als Musiker, in der er mit der von ihm gegründeten Band Tommy Little and His Orchestra auftrat, mit der er mäßige Erfolge erzielen konnte, betätigte er sich später als Börsenmakler.
In seinen späten 20er Lebensjahren spielte er im Brooklyn Chess and Checkers Club Bridge gegen einen Schachmeister, der ihm in der Folge das Schachspiel beibrachte. Er spielte danach regelmäßig Schach und brachte es letztlich zu einem Meisterlevel und wurde Vorsitzender des Brooklyn Chess and Checkers Club.
Nigro war zweimal verheiratet und hatte einen Sohn.

## Trainer von Bobby Fischer
1951 traf Nigro bei einer Simultanveranstaltung des Schachmeisters Max Pavey  erstmals auf den damals achtjährigen Bobby Fischer. Wenig später wurde Nigro der erste Schachlehrer des späteren Weltmeisters Fischer. Über drei Jahre erhielt Fischer mindestens einmal die Woche Unterricht von Nigro. Der Kontakt brach jedoch ab, als Nigro mit seiner Familie 1956 nach Florida zog.
Fischer widmete Nigro sein erstes Buch Bobby Fischer's Games of Chess und schrieb im Vorwort:

„Mr. Nigro was possibly not the best player in the world, but he was a very good teacher.“ – Bobby Fischer

## In der Populärkultur
Im Bobby-Fischer-Biopic Bauernopfer – Spiel der Könige aus dem Jahr 2014 wird Nigro vom Schauspieler Conrad Pla verkörpert.